# Valerică Găman
Marius Valerică Găman (* 25. Februar 1989 in Craiova) ist ein rumänischer Fußballspieler.

## Karriere
Die Karriere von Găman begann bei FC Universitatea Craiova in seiner Heimatstadt. Im Jahr 2007 kam er in den Kader der ersten Mannschaft, die seinerzeit in der Liga 1, der ersten rumänischen Fußballliga, spielte. In seiner ersten Spielzeit wurde er im Saisonfinale unter Nicolò Napoli zum Stammspieler. Auch in der Saison 2008/09 konnte er sich mit seinem Team im Mittelfeld platzieren. Anschließend geriet der Verein aufgrund von finanziellen Schwierigkeiten in den Abstiegskampf. In der Winterpause 2010/11 verließ er den Klub und schloss sich dem Ligakonkurrenten Dinamo Bukarest an. In der Hauptstadt konnte er sich jedoch nicht durchsetzen, so dass er bereits ein halbes Jahr später zu Astra Ploiești wechselte. Dort konnte er die Saison 2013/14 als Vizemeister hinter Steaua Bukarest abschließen. Anschließend gewann er mit Astra den rumänischen Pokal.
Im Sommer 2016 wurde er vom türkischen Erstligisten Kardemir Karabükspor verpflichtet. Im Januar 2018 folgte dann der ablösefreie Wechsel zurück in die Heimat zum FCSB Bukarest. 
Im Sommer 2018 wechselte er nach Saudi-Arabien zu Al-Shabab, von wo aus er im Januar 2020 zu Astra Giurgiu zurückkehrte. Im Jahr darauf war er wieder für Craiova aktiv.

## Nationalmannschaft
Găman gehörte dem Kader der rumänischen Nationalmannschaft erstmals im Oktober 2008 an, wurde von Victor Pițurcă in den Spielen gegen Frankreich und Georgien nicht eingesetzt. Pițurcăs Nachfolger Răzvan Lucescu setzte nicht auf ihn, so dass Găman fast drei Jahre später wiederum von Pițrucă nominiert wurde, der im Sommer 2011 das Ruder übernommen hatte. Am 11. November 2011 kam er im Freundschaftsspiel gegen Belgien zu seinem ersten Länderspiel, als er in der 85. Minute für Marian Pleașcă eingewechselt wurde. Vier Tage später debütierte er gegen Griechenland in der Startaufstellung. Seitdem gehörte er regelmäßig dem Nationalteam an.
Bei der Fußball-Europameisterschaft 2016 in Frankreich wurde er in das rumänische Aufgebot aufgenommen. Er war einer von zwei Feldspielern, die in den drei Turnierspielen des Teams nicht eingesetzt wurden.

## Erfolge

### Verein
- Rumänischer Meister mit Astra Giurgiu: 2016
- Rumänischer Pokalsieger mit Astra Giurgiu: 2014
- Rumänischer Supercup-Sieger mit Astra Giurgiu: 2014